# Michael Knochenhauer
Bengt Dieter Michael Knochenhauer, född 15 januari 1958, är en svensk civilingenjör och generaldirektör för Strålsäkerhetsmyndigheten (SSM).

## Biografi
Knochenhauer avlade 1983 civilingenjörsexamen i teknisk fysik vid KTH i Stockholm. Mellan 1983 och 1989 arbetade han som säkerhetsingenjör vid ASEA-Atom i Västerås. Mellan 1989 och 2010 arbetade han på konsultbasis med risk- och säkerhetsanalyser inom kärnkrafts- och järnvägsindustrin. Han medverkade under denna tid i flera utvecklingsinsatser för hur metodiken probabilistisk säkerhetsanalys (PSA) kan tillämpas för kärnkraftverk. Han var därefter fram till 2014 verksam först som VD på Scandpower AB och därefter som forskningsdirektör vid Lloyd's Register Consulting.
Mellan 2014 och 2021 arbetade Knochenhauer som avdelningschef vid Strålsäkerhetsmyndigheten. Han återkom till myndigheten i maj 2023 som tillförordnad generaldirektör där han efterträdde den sittande Nina Cromnier. Bytet av generaldirektör motiverades med att regeringen med Tidöpartierna ville se en nystart med arbete för ny kärnkraft, där man önskade att myndigheten vid kommande arbete med att hantera ansökningar för ny kärnkraft skulle ha en ledare med djupa kärnkraftskunskaper, och som gentemot internationella aktörer kunde hantera reaktorsäkerhetsfrågor och strålskyddsfrågor. I februari 2024 utsågs Knochenhauer till ordinarie generaldirektör med ett förordnande som sträcker sig fram till december 2026.